# Renate Groenewold
Renate Titzia Groenewold (Veendam, 8 ottobre 1976) è un'ex pattinatrice di velocità su ghiaccio olandese.

## Palmarès

### Olimpiadi
- Argento a Salt Lake City 2002 nei 3000 metri.
- Argento a Torino 2006 nei 3000 metri.

### Mondiali - Distanza singola
- Oro a Nagano 2008 nell'inseguimento a squadre.
- Oro a Vancouver 2009 nei 3000 metri.
- Argento a Salt Lake City 2007 nell'inseguimento a squadre.
- Argento a Salt Lake City 2007 nei 3000 metri.
- Argento a Vancouver 2009 nell'inseguimento a squadre.

### Mondiali - Completi
- Oro a Hamar 2004.
- Bronzo a Budapest 2001.

### Europei
- Argento a Hamar 2006.
- Bronzo a Hamar 2000.
- Bronzo a Erfurt 2002.
- Bronzo a Heerenveen 2003.
- Bronzo a Heerenveen 2004.
- Bronzo a Collalbo 2007.